# Golden Gala 2014
Golden Gala 2014 byl lehkoatletický mítink, který se konal 5. června 2014 v italském městě Řím. Byl součástí série mítinků Diamantová liga.

## Výsledky
- Archiv výsledků zde [1]

### Muži
| Disciplína      | 1. místo                 | 2. místo                     | 3. místo                   |
| 100 m           | Justin Gatlin 9,91       | Nesta Carter 10,02           | Adam Gemili 10,07          |
| 200 m           | Alonso Edward 20,19      | Christophe Lemaitre 20,24    | Curtis Mitchell 20,46      |
| 400 m           | LaShawn Merritt 44,48    | Youssef Masrahi 45,14        | David Verburg 45,18        |
| 800 m m         | Mohammed Aman 1:44,24    | Abubaker Kaki Khamis 1:44,57 | Marcin Lewandowski 1:44,60 |
| 1500 m          | Silas Kiplagat 3:30,44   | Ayanleh Souleiman 3:31,19    | Asbel Kiprop 3:31,89       |
| 3000 m překážek | Jairus Kipchoge 8:06,20  | Paul Kipsiele Koech 8:10,53  | Brimin Kipruto 8:11,39     |
| Skok do výšky   | Mutaz Essa Baršim 241 cm | Bohdan Bondarenko 234 cm     | Erik Kynard 231 cm         |
| Trojskok        | Will Claye 17,14 m       | Christian Taylor 17,11 m     | Lázaro Martínez 17,07 m    |
| Hod diskem      | Robert Harting 68,36 m   | Piotr Małachowski 65,86 m    | Wiktor Butienko 64,87 m    |

### Ženy
| Disciplína     | 1. místo                       | 2. místo                       | 3. místo                    |
| 100 m          | Tori Bowieová 11,05            | Kerron Stewartová 11,08        | Simone Facey 11,13          |
| 800 m          | Eunice Jepkoech Sumová 1:59,49 | Sahily Diago 2:00,01           | Ajee Wilson 2:00,18         |
| 5000 m         | Genzebe Dibabaová 14:34,99     | Almaz Ayanaová 14:37,16        | Viola Kibiwot 14:40,05      |
| 100 m překážek | Brianna Rollinsová 12,53       | Dawn Harperová 12,54           | Queen Harrison 12,61        |
| 400 m překážek | Kaliese Spencerová 53,97       | Georganne Moline 54,56         | Eilidh Childová 54,82       |
| Skok o tyči    | Yarisley Silvaová 470 cm       | Lisa Ryzihová 460 cm           | Silke Spiegelburgová 450 cm |
| Trojskok       | Caterine Ibargüenová 14,48 m   | Jekatěrina Koněvová 14,42 m    | Mabel Gayová 14,38 m        |
| Vrh koulí      | Valerie Adamsová 20,01 m       | Christina Schwanitzová 19,60 m | Kung Li-ťiao 19,17 m        |
| Hod oštěpem    | Barbora Špotáková 66,43 m      | Martina Ratej 63,12 m          | Kimberley Mickleová 63,05 m |